# Jesús de Galíndez Suárez
Jesús de Galíndez Suárez (Amurrio, Àlaba, 12 d'octubre de 1915 - mort en estranyes circumstàncies a Nova York en 1956) fou un escriptor, jurista i professor de la Columbia University i delegat del PNB en el Govern Basc de l'exili.

## Biografia

### Infància i formació
Morta la seva mare, en la seva infància la seva família comença a residir a Madrid i és internat en el col·legi dels jesuïtes en el Barri de Chamartín. Aviat va despertar la seva activitat literària i publica a Madrid en 1933, amb només 18 anys, La M. N. i M. L. Tierra de Ayala, su Señorío y su Fueros i Ideas políticas de Saavedra Fajardo. Realitza dues obres menors de temàtica penal el 1934: La legislación penal en Vizcaya i Psicologéa-Herencia-Delincuencia Infantil. Imparteix conferències i treballa per a l'associació estudiantil nacionalista basca Euzko Ikasle Batza, llicenciant-se en Dret en 1936 per la "Universitat Central" de Madrid (actual "Universitat Complutense"), després del que ocuparia la plaça de professor ajudant de la càtedra de Dret Civil d'aquesta institució acadèmica. Ja iniciada la guerra publicaria en 1938 "Sueños. Treinta ensayos poéticos"

### La Guerra Civil (1936)
Vinculat des de la seva joventut al Partit Nacionalista Basc (PNB), partit al que s'havia afiliat als 17 anys, l'arribada de la guerra civil espanyola, esdeveniment que canviaria la seva vida, el sorprèn en aquesta ciutat i és testimoni de les matances de Paracuellos, forma part de la Delegació del PNB que s'ocupa dels residents bascos en aquesta ciutat ocupant càrrecs en l'assessoria jurídica i en la "Secció de Presos i Desapareguts".
En aquest període, Manuel de Irujo va ser nomenat Ministre de Justícia de la Segona República i Galíndez va col·laborar estretament amb ell com assessor de la "Direcció general de Presons" i posteriorment participa en la "Brigada Basca".

### L'exili (1939)
Al febrer de 1939 es va exiliar temporalment en Bordeus (França) després de la Guerra Civil espanyola (1936-1939) i, poc abans que esclatés la Segona Guerra Mundial, es va posar en contacte amb el cònsol dominicà i va passar al novembre de 1939 a la República Dominicana. Els seus contactes amb els diplomàtics d'aquest país ja s'havien iniciat durant la guerra civil a Madrid. Ja en la República Dominicana va encapçalar en 1940 la Delegació del Govern Basc en Santo Domingo, impartint classes com a professor de Ciència Jurídica en l'Escola Dret Diplomàtic i Consular dominicana, on va ser professor de Ramfis Trujillo, primogènit de dictador d'aquest país Rafael Leónidas Trujillo. Va ser a més secretari de l'Institut de Legislació Americana Comparada de la "Universitat de Santo Domingo" i assessor legal del Departament de Treball i Economia. En 1944 va aconseguir amb la seva obra titulada "El Bahoruco" el primer premi en un concurs literari celebrat per a commemorar els 100 anys de la República Dominicana.

### Activitat a Nova York (1946)
Es va traslladar al febrer de 1946 a Nova York, segons alguns després de l'assassinat pel dictador dominicà d'un líder vaguista en una revolta del sucre que ell negociava, col·laborant novament amb la delegació del PNB en aquesta ciutat, dirigida pel membre del PNB Antón Irala, aconseguint la condemna del règim franquista per part de les Nacions Unides i en l'Assemblea General de les Nacions Unides, sense deixar de realitzar diverses obres com "El derecho vasco" (Buenos Aires, 1947) o "Divorce in the America" (Buffalo, 1947).
Aconsegueix el primer premi en el "II Congrés d'Escriptors Bascos" amb "La revolució francesa repercuteix a Euzkadi". En 1948 presenta al "Congrés Internacional d'Estudis Bascos" el seu treball Un siglo de lucha por la libertad vasca; Valor de los Fueros Vascos considerados según las circunstancias históricas que les dieron origen; Los vascos en la lucha por la libertad de América; Semejanza entre los Fueros de Ayala y Bizcaya. El 1949 publica El divorcio en el derecho comparado de América (México, 1949) i en 1951"Estampas de la guerra (Buenos Aires, 1951) i participa en el Congrés de la "International Bar Association" (Associació internacional d'Advocats).
És nomenat professor de Dret Públic Hispanoamericà i d'Història de la Civilització Iberoamericana en la Universitat de Colúmbia i escriu "La inestabilidad constitucional en el derecho comparado de Latinoamérica" (Mèxic, 1952) i en 1953 publica "Nueva Fórmula de Autodeterminación política de Puerto Rico" i en 1954 el seu llibre "Iberoamérica, Su evolución política, socoi-econòmica, cultural e internacional" (Nova York, 1954) que va escandalitzar la dictadura dominicana.
S'involucra en la vida social de Nova York i presideix durant dos anys el "Cercle d'Escriptors i Poetes Iberoamericans", i també treballa per a la "Federació de Societats".
Des de les inicials bones relacions que mantenia l'exili basc amb Franklin Delano Roosevelt i que havien possibilitat la cooperació de Galíndez amb els serveis secrets americans (CIA i FBI), la situació política havia canviat en aquests anys i, la "Guerra Freda", té com a efecte immediat el reconeixement dels Estats Units al govern franquista en 1953, raó per la qual la posició de Galíndez en aquest país estava seriosament amenaçada, com confirma el mateix Galíndez en les converses amb les seves pròxims hagudes en aquesta època. Efectivament, desaparegut el perill nazi i assumit el franquisme, la preocupació dels EUA es va centrar en els comunistes i Galíndez va deixar de ser necessari. Es refugia en la docència i es llicencia en Filosofia per la Universitat de Colúmbia i en 27 de febrer de 1956 s'accepta per aquesta universitat la seva tesi doctoral de 700 pàgines sobre la dictadura de Rafael Leónidas Trujillo titulada "La era de Trujillo: un estudio casuístico de dictadura hispanoamericana" on es denunciava el règim del dictador dominicà i es posava de manifest que el seu fill Ramfis no era biològicament del dictador.

### Desaparició (1956)
Presumptament, davant l'amenaça de la publicació de la tesi, el dictador Trujillo, amb l'aquiescència dels serveis americans, va ordenar el seu segrest i trasllat a Santo Domingo; fet que es va realitzar el 12 de març de 1956 des de l'apartament 15-F del número 30 de la Cinquena avinguda de Nova York. Va ser donat oficialment per mort el 30 d'agost de 1963, però el seu cadàver no ha aparegut mai. Segons l'FBI, en la preparació, segrest i encobriment del crim hi van participar un total de 35 persones. La CIA, abans que es fes pública la seva desaparició va registrar minuciosament l'apartament.

#### Implicats en la desaparició
- Arturo Espaillat, àlies Navajita,
- Emilio Ludovino Fernández,
- Coronel Antonio Hart Dottin,
- Capità Octavio de la Masa,
- Reverend Oscar Robles Toledano,
- Ambaixadora Minerva Bernardino
- Félix W. Bernardino,
- Félix Hernández Marques, àlies El cojo,
- Ana Gloria Viera,
- Stanley Ross,
- Gerald Lester Murphy.

### Transcendència
Trujillo, que havia col·laborat econòmicament a les campanyes electorals estatunidenques a favor dels anticomunistes Richard Nixon (vicepresident d'Eisenhower) o del famós senador Joseph McCarthy, va fer desaparèixer a tots els testimonis d'aquest succés, inclòs Gerald Lester Murphy, pilot americà de l'avioneta qui enganyat traslladà a Galíndez de tornada a la República Dominicana, el qual tenia relació amb un alt senador estatunidenc que juntament amb el "The New York Times" van pressionar per a l'esclariment dels fets.
Aquest cas li creà a Trujillo una imatge desfavorable a l'opinió pública nord-americana i contribuí en certa manera a la deterioració les seves relacions amb els Estats Units. Trujillo seria posteriorment assassinat el 30 de maig de 1961 pel germà d'una de les seves víctimes. Temps després investigadors del FBI van establir responsabilitats en el cas i van implicar a nombroses persones en el segrest així com els assassinats produïts posteriorment.
Després de la seva mort el 5 de juny de 1956 va ser investit honoríficament Doctor "in absentia" per la "Universitat de Colúmbia" on va treballar com a professor. La seva vida, vinculada als serveis secrets americans ha estat duta al cinema i a la novel·la per diversos autors en obres com "Galíndez: la tumba abierta. Guerra, exilio y frustración" per Iñaki Bernardo i Iñaki Goiogana,"Galíndez" per la qual l'escriptor Manuel Vázquez Montalbán va obtenir en 1991 el Premi Nacional de Literatura, i "El misterio Galíndez" Arxivat 2013-12-28 a Wayback Machine..
La seva memòria és periòdicament recordada pels principals dirigents del PNB en reconeixement de la seva labor, i pels mateixos dominicans per la seva labor d'oposició a Trujillo.
La "Fundació Sabino Arana" va organitzar amb motiu del 50 aniversari de la seva desaparició una gran exposició anomenada GALÍNDEZ MISSING. Askatasunen aldeko borrokalaria en la qual es podien visualitzar els 700 expedients dels serveis secrets nord-americans sobre la col·laboració basca entre 1942 i 1945, així com sobre la xarxa d'espionatge al Carib que va dirigir Galíndez des de Santo Domingo contra els nazis, centenars de cartes, fins ara inèdites, la labor que Galíndez va realitzar a Madrid, a través de la Delegació del Govern d'Euzkadi a Madrid, entre els anys 1936 i 1937 i l'expedient complet de la investigació que el FBI va realitzar sobre el segrest de Galíndez que consta de 100.000 documents, parcialment censurats pel FBI.

### La seva tasca com a espia
La incessant activitat literària de Galíndez i els seus reconeixements no han estat el que li ha dut a ser un personatge conegut, si no el fet que participés, sota ordres del Govern Basc de l'exili, com a agent del Departament d'Estat nord-americà FBI dirigit per Edgard Hoover, establint-se connexions dels seus assassins amb ex membres i empreses tapadora de la CIA, que posteriorment apareixerien implicades en el "Watergate" o en l'intent d'assassinat de Fidel Castro. Segons alguns autors va treballar sota el pseudònim d'"Agent Rojas", clau "ND507" i inicialment "DR-10", fins i tot abans de traslladar-se als Estats Units informant de les activitats principalment de nazis i falangistes però sent una mica reticent a desvetllar als comunistes en aquest país. Es diu que va informar a la CIA dels preparatius de Fidel Castro d'enderrocar Batista i que no va ser escoltat per aquest organisme.